# نظرية البيان
في الرياضيات، نظرية البيان هي دراسة البيانات (جمع بيان) بوصفها بنى رياضية تستعمل لنمذجة العلاقة المتبادلة بين الأغراض. يتكوَّن البيان من رؤوس، تُسمَّى أيضاً عقداً، ووصلات تُسمَّى أيضاً عقداً أو أقواساً.
نظرية البيان ودراسته هي موضوع رئيس في الرياضيات المتقطعة.

## التسمية
تتفق أغلب المعجمات العربية المتخصصة على ترجمة كلمة (بالإنجليزية: Theory) إلى (نظرية). ولكنها تختلف في تعريب المصطلح (بالإنجليزية: Graph):
- يستعمل معجم مصطلحات الرياضيات الصادر عن مجمع اللغة العربية بدمشق مصطلح (بيان) مقابلاً عربياً ويبني منه مصطلح نظرية البيان،[عر 2]، ويتفق معه المعجم الموحد لمصطلحات الرياضيات والفلك الصادر عن مكتب تنسيق التعريب فيذكر بيان ورسم بياني مقابلاً للمصطلح الأجنبي.[عر 3]
- أما مجمع اللغة العربية بالقاهرة فيعتمد مصطلح الشكل البياني والرسم البياني، ويجعل المصطلح المقابل للنظرية نظرية الرسوم أو نظرية المخططات.[عر 4]
- يقترح معجم مصطلحات المعلوماتية الصادر عن الجمعية العلمية السورية للمعلوماتية مصطلح (مِبيَان) أيضاً.[عر 5]

## التعريف

### البيان غير المُوجَّه
يُعرَّف البيان {\displaystyle G=(V,E)} بأنه زوجان مرتبان:

بيان فيه ثلاثة رؤوس وثلاثة وصلات.

- مجموعة {\displaystyle V} من الرؤوس[ا] (تسمَّى أيضاً عقداً أو نقاطاً);
- مجموعة من الوصلات {\displaystyle E}،[ب] تُسمَّى أيضاً أحرفاً[عر 7] أو خطوط، يُمثَّل كل منها بزوجين غير مرتبين[الإنجليزية] من الرؤوس، أي أن الوصلة تربط بين رأسين متمايزين. تُعرَّف الوصلة كما يأتي:

الاسم الدقيق للكائن الرياضي المُعرَّف بالعلاقة السابقة، لو كان استعمال كلمة بيان مُلبساً مع أنواع أخرى من البيانات، هو بيان بسيط غير مُوجَّه.
من أجل وصلة {\displaystyle \{x,y\}}، يسمى الرأسان {\displaystyle x} و{\displaystyle y} طرفين. ويُقبل القول أن الوصلة التي تصل بين الرأسين هي التقاء أو تلاقٍ بين الرأسين {\displaystyle x} و{\displaystyle y}.
يمكن نظرياً، حسب هذا التعريف، أن يضم البيان رأساً لا يتصل مع أي رأس آخر، ولكن لا يمكن أن يضم هذا البيان وصلة مضاعَفة، وهي وصلة تصل الرأس مع نفسه.

مثال عن بيان بسيط غير مُوجَّه فيه 3 رؤوس و3 وصلات و4 عُرَى.

يمكن تعميم التعريف ليشمل الوصلات المضاعفة بجعل البيان ثلاثية مرتبة {\displaystyle G=(V,E,\phi )} تتكون من:
- مجموعة من الرؤوس {\displaystyle V}.
- مجموعة من الوصلات {\displaystyle E}.
- دالة التقاء[ط] {\displaystyle \phi }، تطابق كل وصلة مع زوجين غير مرتبين من الرؤوس المتمايزة، كما يأتي:

الاسم الدقيق للكائن الرياضي المُعرَّف بالعلاقة السابقة، هو بيان مُتعدِّد الوصلات غير مُوجَّه، أو اختصاراً بيان مُتعدِّد غير مُوجَّه.
العروة (الجمع: عُرَى) هي وصلة تربط الرأس مع نفسه. لا يمكن أن يضم البيان عُرَى حسب التعريفين أعلاه، لأن هذا يعني أن الرأس {\displaystyle x} هو نفسه الرأس {\displaystyle y}، وهذا لا يتفق مع الشرط الذي يحدد العضوية في مجموعة الرؤوس {\displaystyle V}. ليشمل التعريف العُرَى، يلزم توسيعه كما يأتي:
- من أجل البيان البسيط غير المُوجَّه، يُعدَّل تعريف مجموعة الوصلات {\displaystyle E} ليصبح:

- من أجل البيان المُتعدِّد غير المُوجَّه، يُعدَّل تعريف دالة الالتقاء {\displaystyle \phi } ليصبح:

الاسم الدقيق للكائن الرياضي المُعرَّف بالعلاقة السابقة، هو بيان بسيط غير موجه يسمح بالعُرَى..
تعامل مجموعتا الرؤوس {\displaystyle V} والوصلات {\displaystyle E} معاملة المجموعات المحدودة عادةً، ويُفترض أيضاً أن مجموعة الرؤوس ليست خالية، ولا يوجد قيود على كون مجموعة الوصلات خالية. مرتبة البيان هي عدد رؤوسه {\displaystyle |V|}. أما حجم البيان فهو عدد وصلاته {\displaystyle |E|}.
درجة رأس في بيان هي عدد الوصلات التي تتلاقى عنده، مع الانتباه إلى أن كل عروة تُحصى مرتين. درجة البيان هي أعلى درجة لرؤوسه. من أجل بيان بسيط غير موجه من المرتبة {\displaystyle n}، فإن الدرجة القصوى الممكنة لكل رأس هي {\displaystyle n-1} وحجم البيان الأقصى هو {\displaystyle {\frac {n(n-1)}{2}}}.
تُنشئ وصلات البيان البسيط غير الموجه الذي يسمح بالعُرَى علاقة متجانسة رمزها {\displaystyle \sim } بين رؤوس البيان تُسمَّى علاقة التجاور، ويعبَّر عن ذلك بالصيغة {\displaystyle x\sim y} من أجل وصلة {\displaystyle (x,y)} طرفاها {\displaystyle x} و{\displaystyle y} ويُقال أنهما متجاوران.

### البيان المُوجَّه
البيان الموجه {\displaystyle G} هو بيان يوجد لكل وصلة فيه اتجاه محدد واحد أو اتجاهان، يتكون البيان {\displaystyle G=(V,E)} من زوجين مرتبين كما يلي:
- مجموعة من الرؤوس {\displaystyle V}.
- مجموعة من الوصلات {\displaystyle E}، تُسمَّى أيضاً الوصلات الموجهة[يح]، وهي زوجان مُرتَّبان من الرؤوس المتمايزة يتصل أحدها مع الآخر، وتُعرَّف كما يأتي:

الاسم الدقيق للكائن الرياضي السابق هو بيان بسيط موجَّه. في نظريتي الزُّمر والمجموعات، يعني الحد {\displaystyle V^{n}} مجموعة مكونة من {\displaystyle n} عنصراً مأخوذاً من {\displaystyle V}، مع عدم اشتراط تمايزها بعضها عن بعض.
لتكن الوصلة {\displaystyle (x,y)} الموجَّهة من {\displaystyle x} إلى {\displaystyle y}، يُسمَّى هذان الرأسان طرفي القطعة، ويُسمَّى الرأس {\displaystyle x} ذيلاً للوصلة، أما الرأس {\displaystyle y} فيُسمَّى أنفاً للوصلة. تُسمَّى الوصلة {\displaystyle (y,x)} بالوصلة المقلوبة. يمكن تعميم مفهوم الالتقاء، الذي عُرِّف من أجل البيان غير المُوجَّه على البيان البسيط الموجَّه. يسمح التعريف السابق بوجود رؤوس لا ترتبط بأي وصلة، ولكنه لا يُسمى بالوصلات المضاعفة، وهي وصلتان أو أكثر يكون لها الأنف والذيل نفسهما.
يمكن تعميم التعريف ليشمل الوصلات المضاعفة بجعل البيان ثلاثية مرتبة {\displaystyle G=(V,E,\phi )} تتكون من:
- مجموعة من الرؤوس {\displaystyle V}.
- مجموعة من الوصلات {\displaystyle E}.
- دالة التقاء {\displaystyle \phi }، تطابق كل وصلة مع زوجين مرتبين من الرؤوس المتمايزة، كما يأتي:

الاسم الدقيق للكائن الرياضي المُعرَّف بالعلاقة السابقة، هو بيان مُتعدِّد الوصلات غير مُوجَّه، أو اختصاراً بيان مُتعدِّد غير مُوجَّه..
يُعمم تعريف العروة (الجمع: عُرَى) المُستعمل مع البيان المُوجَّه على البيان غير الموجه: وصلة تربط الرأس مع نفسه. لا يمكن أن يضم البيان غير المُوجَّه عُرَى حسب التعريفين أعلاه، لأن هذا يعني أن الرأس {\displaystyle x} هو نفسه الرأس {\displaystyle y}، وهذا لا يتفق مع الشرط الذي يحدد العضوية في مجموعة الرؤوس {\displaystyle V}. ليشمل التعريف العُرَى، يلزم توسيعه كما يأتي:
- من أجل البيان البسيط المُوجَّه، يُعدَّل تعريف مجموعة الوصلات {\displaystyle E} ليصبح:

- من أجل البيان المُتعدِّد غير المُوجَّه، يُعدَّل تعريف دالة الالتقاء {\displaystyle \phi } ليصبح:

الاسم الدقيق للكائن الرياضي المُعرَّف بالعلاقة السابقة، هو بيان بسيط مُوجَّه يسمح بالعُرَى..
يمكن تعميم علافة التجاوز المُعرَّفة للبيان غير المُوجَّه على البيان المُوجَّه.

### المسالك وأنواعها
تُفرِّق نظرية البيان بين المسلك والمسار والطريق والدارة والدورة:

الفرق بين المسلك والمسار والطريق والدارة والدورة مع خواص كل منخا ومثال.

- المسلك[كو] هو تتابع محدود الطول من الرؤوس والوصلات. طول المسلك هو عدد الوصلات فيه، ولا قيود على تكرار مرور المسلك بالرأس أو الوصلة أكثر من مرة. يوصف المسار بأنه مفتوح (بالإنجليزية: open) لو كان طوله مغايراً للصفر وكانت نقطة بدايته مغايرة لنقطة نهايته، ويوصف بأنه مغلق (بالإنجليزية: closed) لو كان طوله مغايراً للصفر وكانت نقطة بدايته هي نفسها نقطة نهايته. رياضياً، يمكن أن يُعرَّف المسلك في بيان {\displaystyle G=(E,V,\phi )}كما يلي:

1. تتابع الوصلات {\displaystyle e_{1},e_{2},...e_{n}} الذي يرتبط مع تتابع من الرؤوس {\displaystyle v_{1},v_{2},...v_{n}} بدالة الالتقاء {\displaystyle \phi (e_{i})=\{a_{i},a_{i+1}\}}
2. متتالية متناوبة من الوصلات والرؤوس {\displaystyle \{v_{0},e_{1},v_{1},e_{2},v_{2}...v_{n}\}} تربط فيه كل {\displaystyle e_{i}} بين {\displaystyle e_{i}+1} و{\displaystyle v_{i}} من أجل {\displaystyle i=1,2...n}.

- الطريق[عر 18] أو الرحلة[عر 19] [كز] هي مسلك مفتوح لا تتكرر فيه الوصلات، ولكن يمكن أن تتكرر رؤوسه. رياضياً، يُشترط أن تكون الوصلات في التتابع {\displaystyle e_{1},e_{2},...e_{n}} متمايزة ليصبح المسلك طريقاً.[4] يمكن تمثيل الشرط رياضياً: {\displaystyle e_{i}\neq e_{j}} من أجل {\displaystyle i\neq j}.[عر 18]
- المسار[كح] هو مسلك لا تتكرر فيه الوصلات، ولا الرؤوس ما خلا رأس البداية. إن لم يتكرر رأس البداية، كان المسار مفتوحاً، وإن تكرر يكون المسار مغلقاً ويُسمَّى دورة (بالإنجليزية: cycle). رياضياً، يُشترط أن تكون الوصلات في التتابع {\displaystyle e_{1},e_{2},...e_{n}} والرؤوس {\displaystyle v_{1},v_{2},...v_{n}} متمايزة ليصبح المسلك مساراً.
- الدارة (بالإنجليزية: circuit) هي بيان جزئي[كط] {\displaystyle G'} من البيان {\displaystyle G} لا تتكرر فيه الوصلات أبداً، ولكن قد تتكرر رؤوسه. لو تكرر رأس البداية فيه ليكون مسار النهاية نفسه، فإن الدارة تسمى دارة بسيطة أو دورة.[5]

## نبذة تاريخية

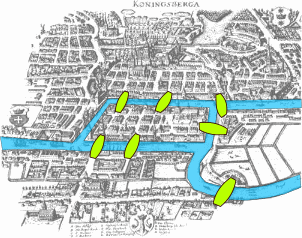
مسألة جسور كونيغسبرغ السبعة

يُنظر إلى الورقة البحثية التي نشرها ليونهارت أويلر سنة 1736م عن جسور كونيغسبرغ السبعة على أنها أقدم دراسة معروفة في نظرية البيان.
عمم كوشي وسيمون لويلر الصيغة التي وضعها أويلر لحساب عدد وصلات عديد وجوه ورؤوسه ووجوهه، وينظر إلى هذا العمل على أنه ميلاد فرع جديد في الرياضيات هو الطوبولوجيا.
نشر آرثر كيلي، بعد أكثر من قرن من عمل أولر عن جسور كونيغسبرغ، ورقة بحثية عن صنف فرعي من البيانات عمل عليه في أثناء دراسته التحليلية للتفاضل، وهو الأشجار، اهتم كيلي بشكل رئيس بتعداد رؤوس البيان وترتيبها وكان لعمله هذا تطبيقات في الكيمياء النظرية. ربط كيلي بعد ذلك النتائج الرياضية التي حصل عليها مع الدراسات المعاصرة في الكيمياء، وكان هذا العمل أساساً لوضع المصطلحات الخاصة بنظرية البيانات.
صاغ جيمس سيلفستر مصطلح (البيان) للمرة الأولى في ورقة بحثية نشرها سنة 1878م في مجلة الطبيعة، شبَّه فيها بين الثوابت الكمية والمتغيرات المشتركة في الجبر ومخططات الجزيئات، وجاء في النص:
| نظرية البيان | [...] يمكن التعبير عن الثوابت والمتغيرات المشتركة [..] باستعمال بيان مطابق بإحكام لمخطط كيكوله أو للرسم الكيميائي. [...] أعرِّف قاعدة للضرب الهندسي للبيانات، أعني إنشاء بيان لناتج جداء الثوابت أو المتغيرات التي تُعرَف بياناتها. | نظرية البيان |

وضع دينس كونيغ أول كتاب مخصص لنظرية البيان، ونشره بالألمانية سنة 1936م بعنوان (بالألمانية: Theorie der endlichen und unendlichen Graphen) ومعناها: نظرية البيانات المنتهية وغير المنتهية.
مبرهنة الألوان الأربعة هي واحدة من أشهر المسائل المرتبطة بنظرية البيان، وهي تحاول حل المشكلة التالية: هل يكفي استعمال أربعة ألوان فقط لتلوين خريطة ثنائية الأبعاد مقسَّمة إلى أقاليم تلويناً لا يكون فيه لأي إقليمين يشتركان بحدود اللون نفسه. طرح فرنسيس غوثري هذه المشكلة سنة 1852م، وصاغها أغسطس دي مورغان في رسالة وجهها إلى وليم هاملتون في العام نفسه. اقترحت براهين عديدة لحل المسألة ولكنها كان غير صحيحة، وبقيت هذه المشكلة من غير لأكثر من قرن حتى العام 1969م عندما نشر هاينريش هيش طريقة للحل باستعمال الحاسوب. ثُمَّ أثبت كينيث أبيل وفولفغانغ هاكن صحة طريقة هيش ببرهان رياضي بمعونة الحاسوب سنة 1976م.

## مصطلحات
1. ↑  vertices[عر 6]
2. ↑  edges[عر 6]
3. ↑  simple undirected graph[عر 6]
4. ↑  endpoints
5. ↑  join[عر 8]
6. ↑  incident[عر 9]
7. ↑  multiple edge
8. ↑  ordered triple
9. ↑  incidence function[عر 7]
10. ↑  undirected multigraph
11. ↑  loop[عر 7][عر 10]
12. ↑  undirected simple graph permitting loops, undirected multigraph permitting loops and undirected pseudograph
13. ↑  order[عر 11]
14. ↑  order[عر 12]
15. ↑  degree[عر 13] or valency
16. ↑  degree[عر 14]

بيان موجه فيه 3 رؤوس و3 وصلات موجهة، اثنان منها وحيدة الاتجاه والثالثة مزدوجة الاتجاه.

17. ↑  directed graph or digraph[عر 15]
18. ↑  directed edges
19. ↑  directed simple graph
20. ↑  tail
21. ↑  head
22. ↑  inverted edge
23. ↑  ordered triple
24. ↑  directed multigraph
25. ↑  directed simple graph permitting loops, directed multigraph permitting loops and quiver
26. ↑  walk[عر 16]
27. ↑  trail
28. ↑  path[عر 20]
29. ↑  subgraph[عر 21]
30. ↑  […] Every invariant and co-variant thus becomes expressible by a graph precisely identical with a Kekuléan diagram or chemicograph. […] I give a rule for the geometrical multiplication of graphs, i.e. for constructing a graph to the product of in- or co-variants whose separate graphs are given. […]

### فهرس المراجع
بالعربية
1. ↑  [أ] مكتب التنسيق (1990)، ص. 149.
[ب] مجمع دمشق (2018)، ص. 710.
2. ↑  مجمع دمشق (2018)، ص. 291.
3. ↑  مكتب التنسيق (1990)، ص. 68.
4. ↑  مجمع القاهرة (2019)، ص. 207، 404.
5. ↑  الجمعية السورية (2000)، ص. 243.
6. 1 2 3  مجمع دمشق (2018)، ص. 372.
7. 1 2 3  مجمع القاهرة (2019)، ص. 404.
8. ↑  مجمع دمشق (2018)، ص. 372.
9. ↑  مجمع دمشق (2018)، ص. 338.
10. ↑  مجمع دمشق (2018)، ص. 424.
11. ↑  مجمع دمشق (2018)، ص. 493.
12. ↑  مجمع دمشق (2018)، ص. 651.
13. ↑  مجمع دمشق (2018)، ص. 166.
14. ↑  مجمع دمشق (2018)، ص. 8.
15. ↑  مجمع دمشق (2018)، ص. 180.
16. ↑  مجمع دمشق (2018)، ص. 755.
17. ↑  الخنيفس (2010)، ص. 67.
18. 1 2  الخنيفس (2010)، ص. 69.
19. ↑  شاهين (2010)، ص. 57.
20. ↑  مجمع دمشق (2018)، ص. 513.
21. ↑  مجمع دمشق (2018)، ص. 682.

بالإنجليزية
1. ↑  Bender (2010), p. 148.
2. ↑  Bender (2010), p. 149.
3. 1 2  Bender (2010), p. 161.
4. 1 2  Bender (2010), p. 162.
5. ↑  Bender (2010), p. 164.
6. ↑  Biggs (1976), p. 1-10.
7. ↑  L'Huillier, S.-A.-J. (1812–1813)، "Mémoire sur la polyèdrométrie"، Annales de Mathématiques، ج. 3، ص. 169–189.
8. ↑  Cayley (1857), p. 172-176.
9. ↑  Cayley (1875), p. 1056.
10. ↑  Sylvester (1878), p. 284.
11. ↑  [a] Kőnig (1936), p. 1.
[b] Tutte (2001), p. 30.
12. ↑  Heinrich Heesch: Untersuchungen zum Vierfarbenproblem. Mannheim: Bibliographisches Institut 1969.
13. ↑  [a] Appel (1977a), p. 429.
[b] Appel (1977b), p. 491.

بالفرنسية
1. ↑  Cauchy (1813), p. 66–86.

### بيانات المراجع كاملة
الكتب
بالعربية
- المعجم الموحد لمصطلحات الرياضيات والفلك: (إنجليزي - فرنسي - عربي)، قائمة إصدارات سلسلة المعاجم الموحدة (3) (بالعربية والإنجليزية والفرنسية)، تونس: مكتب تنسيق التعريب، 1990، OCLC:4769958475، QID:Q114600477
- معجم مصطلحات المعلوماتية (بالعربية والإنجليزية)، دمشق: الجمعية العلمية السورية للمعلوماتية، 2000، OCLC:47938198، QID:Q108408025
- خالد الخنيفس (2010)، نظرية البيان، دمشق: جامعة دمشق، QID:Q130240791
- رامي شاهين؛ سهيل محفوض (2010)، نظرية البيان، اللاذقية: جامعة اللاذقية، QID:Q130241879
- موفق دعبول؛ بشير قابيل؛ مروان البواب؛ خضر الأحمد (2018)، معجم مصطلحات الرياضيات (بالعربية والإنجليزية)، دمشق: مجمع اللغة العربية بدمشق، OCLC:1369254291، QID:Q108593221
- معجم مصطلحات الرياضيات (بالعربية والإنجليزية)، القاهرة: مجمع اللغة العربية بالقاهرة، 2019، OCLC:1413794243، QID:Q125363697

بالإنجليزية
- Norman L. Biggs; E. Keith Lloyd; Robin Wilson (1976). Graph theory 1736-1936 (بالإنجليزية). Oxford: Oxford University Press. ISBN:978-0-19-853901-8. LCCN:76379235. OCLC:1409002633. QID:Q129690455.
- Kiyoshi Itō, ed. (1993). Encyclopedic Dictionary of Mathematics (بالإنجليزية) (2nd ed.). Cambridge: The MIT Press. ISBN:978-0-262-59020-4. OCLC:28425316. OL:1474864M. QID:Q56815990.
- W. T. Tutte (2001). Graph theory. Encyclopedia of mathematics and its applications (21) (بالإنجليزية). Cambridge: Cambridge University Press. ISBN:978-0-521-79489-3. OCLC:46624090. QID:Q130397122.
- Edward Anton Bender; S. Gill Williamson (2010), Lists, Decisions and Graphs: with an Introduction to Probability (بالإنجليزية), QID:Q129660987

بالألمانية
- E. Cayley (1875). "Ueber die analytischen Figuren, welche in der Mathematik Bäume genannt werden und ihre Anwendung auf die Theorie chemischer Verbindungen". European Journal of Inorganic Chemistry (بالألمانية). 8 (2): 1056–1059. DOI:10.1002/CBER.18750080252. ISSN:1434-1948. OCLC:5151777215. QID:Q56048684.
- Dénes Kőnig (1936), Theorie der endlichen und unendlichen Graphen: kombinatorische Topologie der Streckenkomplexe, Mathematik und ihre Anwendungen in Monographien und Lehrbüchern (16) (بالألمانية), Leipzig: Akademische Verlagsgesellschaft, OCLC:3246159, QID:Q130397087

المقالات
بالألمانية
- E. Cayley (1875). "Ueber die analytischen Figuren, welche in der Mathematik Bäume genannt werden und ihre Anwendung auf die Theorie chemischer Verbindungen". European Journal of Inorganic Chemistry (بالألمانية). 8 (2): 1056–1059. DOI:10.1002/CBER.18750080252. ISSN:1434-1948. OCLC:5151777215. QID:Q56048684.

بالإنجليزية
- Arthur Cayley (1857). "On the Theory of the Analytical Forms called Trees". Philosophical Magazine (بالإنجليزية). 13 (85): 172–176. DOI:10.1080/14786445708642275. ISSN:1478-6435. OCLC:7317545683. QID:Q56048683.
- J. J. SYLVESTER (1878). "Chemistry and Algebra". Nature (بالإنجليزية). 17 (432): 284. Bibcode:1878Natur..17..284S. DOI:10.1038/017284A0. ISSN:1476-4687. OCLC:4648911326. QID:Q55887770.
- K. Appel; W. Haken (1977). "Every planar map is four colorable. Part I: Discharging". Illinois Journal of Mathematics (بالإنجليزية). 21 (3): 429–490. DOI:10.1215/IJM/1256049011. ISSN:0019-2082. OCLC:5721393280. QID:Q128280260.
- K. Appel; W. Haken; J. Kocher (1977). "Every planar map is four colorable. Part II: Reducibility". Illinois Journal of Mathematics (بالإنجليزية). 21 (3): 491–567. DOI:10.1215/IJM/1256049012. ISSN:0019-2082. OCLC:5721421016. QID:Q128290349.

بالفرنسية
- Augustin Louis Cauchy (1813). "Recherches sur les polyèdres: Mémoire I". Journal de l'École polytechnique (بالفرنسية). 9 (19): 66–86. OCLC:834291404. QID:Q129852279.